# Glen Selbo

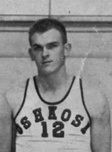
Fotografia de equipa de Glendon Laverne Selbo, a preto e branco, com a camisola da equipa Oshkosh All-Stars em em 1948-1949.

Glendon Laverne Selbo (29 de março de 1926 — 29 de maio de 1995) foi um jogador norte-americano de basquete que disputou apenas uma temporada na NBA. Foi a segunda escolha geral no draft da BAA de 1947, pelo Toronto Huskies.